# 高橋光
高橋 光（たかはし ひかる、1971年7月16日 - ）は、日本のスタントマン、俳優。滋賀県出身、血液型はA型。ジャパンアクションエンタープライズ所属。

## 出演

### テレビドラマ
- ビーファイターカブト（1996年 - 1997年、テレビ朝日） - 魔剣鎧将キルマンティス 役
- 燃えろ!!ロボコン（1999年 - 2000年、テレビ朝日） - ボディーガード（第42話） 役
- はみだし刑事情熱系（2000年、テレビ朝日）
- 慎吾ママドラマスペシャル「おっはー」は世界を救う（2000年、フジテレビ） - ギャング 役
- 愛は正義（2001年、テレビ朝日）
- 月曜ミステリー劇場「隣の女」（2003年、TBS） - 警備員 役
- 大河ドラマ（NHK）
  - 武蔵 MUSASHI（2003年1月5日 - 12月7日） - 牢人者 役
  - 義経（2005年1月9日 - 12月11日） - 兵士 / 山伏風の男 / 源氏の兵 役
  - 篤姫（2008年、NHK） - 家臣 役
- 幻星神ジャスティライザー（2005年、テレビ東京） - 国防省の男（第46話） 役
- プリマダム（2006年4月12日 - 6月21日、日本テレビ） - 三崎吾郎 役
- 奥様は警視総監（2006年、フジテレビ） - 刑事 役
- 隣の女〜幽霊屋敷の殺人事件!?（2006年、TBS）
- 仮面ライダーシリーズ（テレビ朝日）
  - 仮面ライダー電王（2007年） - ヤクザ（第43話） 役
  - 仮面ライダーW（2009年 - 2010年）
  - 仮面ライダーオーズ/OOO（2010年） - 作業員（第3話） 役
  - 仮面ライダーフォーゼ（2012年） - 警官（第43話） 役
  - 仮面ライダーウィザード（2012年 - 2013年）
  - 仮面ライダー鎧武/ガイム（2013年 - 2014年）
  - 仮面ライダーゴースト（2015年 - 2016年）
  - 仮面ライダーエグゼイド（2016年 - 2017年）
  - 仮面ライダービルド（2017年 - 2018年）
  - 仮面ライダージオウ（2018年） - 江戸の人々（EP01） 役
- スシ王子!（2007年7月27日 - 9月14日、テレビ朝日） - 加藤（第3・4話） 役
- スーパー戦隊シリーズ（テレビ朝日）
  - 炎神戦隊ゴーオンジャー（2008年 - 2009年） - ドライバー 役
  - 侍戦隊シンケンジャー（2009年 - 2010年）
  - 天装戦隊ゴセイジャー（2010年 - 2010年）
  - 海賊戦隊ゴーカイジャー（2011年 - 2012年）
  - 獣電戦隊キョウリュウジャー（2013年 - 2014年） - デーボ・タイリョーン[1]
  - 烈車戦隊トッキュウジャー（2014年 - 2015年）
  - 手裏剣戦隊ニンニンジャー（2015年 - 2016年）
  - 動物戦隊ジュウオウジャー（2016年 - 2017年）
  - 宇宙戦隊キュウレンジャー（2017年 - 2018年）
  - 騎士竜戦隊リュウソウジャー（2019年 - 2020年）
  - 魔進戦隊キラメイジャー（2020年 - 2021年）
  - 爆上戦隊ブンブンジャー（2024年 - ）
- CHANGE（2008年5月12日 - 7月14日、フジテレビ） - SP（第1話） 役
- 特命係長 只野仁4thシーズン（2009年1月8日 - 3月12日、テレビ朝日）
- 土曜ワイド劇場「検事・朝日奈耀子8 医師&検事〜2つの顔を持つ女!空飛ぶ注射針トリック!?殺人犯を透視する“女”の罠」（2009年10月31日、テレビ朝日）
- 夏の恋は虹色に輝く（2010年、フジテレビ） - 敵（第3話） 役
- 警部補 矢部謙三（2010年4月9日 - 5月14日、テレビ朝日）
- SPECシリーズ（TBS）
  - SPEC〜警視庁公安部公安第五課 未詳事件特別対策係事件簿〜（2010年10月8日 - 12月17日） - 自殺志願者（第4話） 役
  - SPEC〜翔〜（2012年） - 警備警官 役 / 加瀬亮吹き替え
  - SPEC〜零〜（2013年10月23日） - アクションクルー
- クロヒョウ2 龍が如く 阿修羅編（2012年4月5日 - 6月21日、TBS） - 阿修羅メンバー 役
- 検事・朝日奈耀子 12（2012年、テレビ朝日）
- 小林賢太郎テレビ6「記憶の庭」（2014年5月30日、NHK BSプレミアム） - 手下1 役
- 金田一少年の事件簿N（neo）（2014年、日本テレビ） ※アクションクルー
- ヤメゴク〜ヤクザやめて頂きます〜（2015年、TBS） - 若衆 役 / アクション補佐
- ど根性ガエル（2015年、日本テレビ） ※アクションクルー
- 三匹のおっさん 第7話（2017年、テレビ東京）- 鉄平 役
- ドゲンジャーズ メトロポリス（2023年、九州朝日放送） - ヒャクトーバン[2]
- アイシー〜瞬間記憶捜査・柊班〜（2025年、フジテレビ） ※アクションクルー[3]

### 映画
- バトル・ロワイアル（2000年12月6日） - 藤原竜也吹き替え
- 赤い橋の下のぬるい水（2001年）
- 突入せよ! あさま山荘事件（2002年5月11日） - 山野小隊員 役
- あずみ（2003年5月10日） - 侍 役
- バトル・ロワイアルII 鎮魂歌（2003年7月5日） - ATAT 役
- 陰陽師II（2003年10月4日）
- CASSHERN（2004年4月24日） - 兵士 役
- 阿修羅城の瞳（2005年4月16日）
- 亡国のイージス（2005年7月30日）
- あずみ2 Death or Love（2005年9月22日）
- 大帝の剣（2007年4月7日）
- 20世紀少年 第1章（2008年） - 警官 役
- 僕の彼女はサイボーグ（2008年）
- 特命係長 只野仁 最後の劇場版（2008年12月6日） - 組員 役
- ドロップ（2009年3月20日） - 鬼兵隊 役
- さや侍（2011年） - 同心 役
- 探偵はBARにいる（2011年）
- ワイルド7（2011年） - 強盗犯 役
- 漫才ギャング（2011年） - スカルキッズメンバー 役
- 源氏物語 千年の謎（2011年）
- 劇場版 SPEC〜天〜（2012年） - 部下 役
- BRAVE HEARTS 海猿（2012年） - ゴムボート要員 役
- エイトレンジャー∞（2012年） - テロリスト 役
- 劇場版 SPEC〜結〜（2013年） ※アクション補佐
- ヌイグルマーZ（2014年） ※アクションクルー
- エイトレンジャー2（2014年） ※アクションコーディネーター補佐
- 天空の蜂（2015年） ※アクションクルー
- 真田十勇士（2016年）
- 仮面ライダーシリーズ
  - 劇場版 仮面ライダー555 パラダイス・ロスト（2003年） - 解放軍兵士 役
  - 劇場版 さらば仮面ライダー電王 ファイナル・カウントダウン（2008年） - 保線員 役
  - 劇場版 仮面ライダーディケイド オールライダー対大ショッカー（2009年）
  - 仮面ライダー×仮面ライダー×仮面ライダー THE MOVIE 超・電王トリロジー（2010年）
    - EPISODE RED ゼロのスタートウィンクル - チンピラ 役
    - EPISODE BLUE 派遣イマジンはNEWトラル
    - EPISODE YELLOW お宝DEエンド・パイレーツ

  - 劇場版 仮面ライダーオーズ WONDERFUL 将軍と21のコアメダル（2011年）
  - 仮面ライダー×仮面ライダー 鎧武&ウィザード 天下分け目の戦国MOVIE大合戦（2013年）
  - 仮面ライダー×仮面ライダー ゴースト&ドライブ 超MOVIE大戦ジェネシス（2015年）
  - 劇場版 仮面ライダーゴースト 100の眼魂とゴースト運命の瞬間（2016年）
  - 劇場版 仮面ライダーエグゼイド トゥルー・エンディング（2017年）
  - 劇場版 仮面ライダービルド Be The One（2018年）
- スーパー戦隊シリーズ
  - 侍戦隊シンケンジャー 銀幕版 天下分け目の戦（2009年）
  - 海賊戦隊ゴーカイジャー THE MOVIE 空飛ぶ幽霊船（2011年）
  - 手裏剣戦隊ニンニンジャー THE MOVIE 恐竜殿さまアッパレ忍法帖!（2015年）
  - 劇場版 動物戦隊ジュウオウジャーVSニンニンジャー 未来からのメッセージ from スーパー戦隊（2017年）
  - 宇宙戦隊キュウレンジャー THE MOVIE ゲース・インダベーの逆襲（2017年）
  - 快盗戦隊ルパンレンジャーVS警察戦隊パトレンジャー en film（2018年）
  - 魔進戦隊キラメイジャー エピソードZERO（2020年）[4]
- スーパーヒーロー大戦シリーズ
  - 平成ライダー対昭和ライダー 仮面ライダー大戦 feat.スーパー戦隊（2014年）
  - スーパーヒーロー大戦GP 仮面ライダー3号（2015年）
  - 仮面ライダー×スーパー戦隊 超スーパーヒーロー大戦（2017年）

### Vシネマ
- 帰ってきた特命戦隊ゴーバスターズVS動物戦隊ゴーバスターズ（2013年）
- 忍風戦隊ハリケンジャー 10 YEARS AFTER（2013年）
- 帰ってきた動物戦隊ジュウオウジャー お命頂戴!地球王者決定戦（2017年）
- ビルド NEW WORLD 仮面ライダーグリス（2019年）
- 王様戦隊キングオージャーVSキョウリュウジャー（2024年）

### WEBドラマ
- 三井不動産レジデンシャル製作WEBドラマ「タイムスリップ!堀部安兵衛」（2014年） - 赤穂浪士 役
- JAEオリジナル ショートムービー「華麗なる追跡 TARGET-標的-」（2015年） - 前田 役
- 仮面戦隊ゴライダー（2017年）
- 仮面ライダージオウ スピンオフ PART2『RIDER TIME 仮面ライダー龍騎』（2019年）
- ドライブサーガ 仮面ライダーブレン（2019年）

### 舞台
- サクラ大戦帝国歌劇団（青山劇場他） - セミレギュラー
- 松平健公演 「用心棒」（2004年、梅田/新宿コマ劇場） - 清兵衛の乾分 役
- 劇場の神様―極付丹下左膳―（2005年、シアター1010 他） - 伊丹 役
- 遊座 旗揚げ公演 「いとしの儚」（2007年、新国立劇場 小劇場） - 中盆 役
- サクラ大戦 紐育レビュウショウ（2007年、日本青年館大ホール） - セミレギュラー
- 野田版 「鼠小僧」（2009年、歌舞伎座） ※アクションクルー
- ミュージカル「忍たま乱太郎」（シアターGロッソ/サンシャイン劇場） 
  - （2010年6月30日 - 7月7日、第一弾・再演） - ドクタケ忍者 役
  - （2011年1月13日 - 23日、第二弾） - キャプテン達魔鬼 役
  - （2012年1月12日 - 22日、第三弾） - 風鬼 役
  - （2013年1月9日 - 20日、第四弾） - キャプテン達魔鬼 役
  - （2014年1月8日 - 24日、第五弾） - キャプテン達魔鬼 役
  - （2025年5月23日 - 6月15日、第15弾） - キャプテン達魔鬼 役[5]
- コードギアス 反逆のルルーシュ　騒乱 前夜祭（2012年、かつしかシンフォニーヒルズ モーツァルトホール） - ブレッソン 役
- TIGER & BUNNY THE LIVE（2012年、Zepp Diver City(TOKYO)） - マシュー 役
- 舞台「戦国BASARA」
  - 戦国BASARA2（2012年、東京/大阪/愛知） - アンサンブル
  - 戦国BASARA3 宴（2013年、福岡/愛知/東京/大阪） - 風魔小太郎 役
  - 戦国BASARA3 宴弐 -凶王誕生×深淵の宴-（2013年、東京/愛知/大阪） - 風魔小太郎 役
  - 戦国BASARA3〜咎狂わし絆〜（2014年、東京/名古屋/大阪） - 風魔小太郎 役
  - 戦国BASARA4（2014年、東京/福岡/大阪/名古屋） - 風魔小太郎 役
- マクロス ザ・ミュージカルチャー（2012年、東京ドームシティホール） - ボドム 役[6]
- おっ、ぺれった35周年公演「ハードボイルド母ちゃん」（2024年3月7日 - 10日、下北沢駅前劇場）[7]
- 舞台「それってキセキ」（2025年7月31日 - 8月4日〈予定〉、シアター1010）[8]

### ヒーローショー
- 百獣戦隊ガオレンジャー（2001年、後楽園遊園地スカイシアター）
- 侍戦隊シンケンジャーショー（2009年、シアターGロッソ） - シンケンゴールドの声
- 海賊戦隊ゴーカイジャーショー（2011年、シアターGロッソ）
- 烈車戦隊トッキュウジャーショー 第3弾「新戦士6号発進!炎の特急決戦!!」（2014年、シアターGロッソ）
- ナンバーワン戦隊ゴジュウジャーショー第１弾「Gロッソに現る！」（2025年　シアターGロッソ）アクション監督

### バラエティ
- ダウンタウンのごっつええ感じ（1991年12月8日 - 1997年11月2日、フジテレビ）
- めちゃ×2イケてるッ!（1996年10月19日 - 、フジテレビ） - 忍者 役
- SMAP×SMAP（フジテレビ）
  - マヤヤコーナー（2002年） - 侍 役
  - 草ヤギコーナー（2004年） - チンピラのリーダー 役
- ぐるぐるナインティナイン（2003年、日本テレビ） - 忍者 役
- くちコミ☆ジョニー!（2007年10月1日 - 2008年3月27日、日本テレビ）
- ものスタMOVE（2009年3月30日 - 、テレビ東京）

### CM
- めでたいでー「七福神篇」（2005年、めいほうグループ） - 恵比寿 役

### ゲーム
- BASARA-next-KUNOICHI（2005年、ナムコ）
- 忍道 戒（2005年、スパイク×アクワイア）*PR広告

### イベント
- JAE NAKED LIVE「がんばろう 日本!」（2011年）
- JAE "春"プレミアムイベント 〜Jump Up!〜（2016年）